# 朱範壑
平利懷簡王朱範壑（1424年—1450年），明朝唯一一代平利王，明太祖朱元璋曾孫，韓憲王朱松孫，韓恭王朱沖𤊨庶第三子，母丁氏，王妃馮氏。

## 生平
生于永樂二十二年（1424年）。正統二年（1437年）受封平利王，於正統三年（1438年）與兵馬副指揮馮春之女結婚。
朱範壑曾於正統九年（1444年）上奏其兄韓懷王朱範圯去世緣由，因與襄陵王朱沖秌等傳奏之言不同，朝廷因涉及親王死因，茲事體大，故派遣魏國公徐顯宗前往查明，經過查證韓懷王乃罹患陰厥之疾而病逝，朱範壑所奏乃妄言，為此朱範壑遭朝廷降旨責問並令其改過。
他在位十三年，於景泰元年（1450年）去世，享年二十七歲，諡號懷簡，沒有子嗣，封國撤除。同年八月，其弟通渭王朱範墅上奏言及其兄逝世後喪事乏用，妃妾女眷尤艱辛度日，請求朝廷哀憫朱範壑無子嗣撫卹其眷屬，朝廷遂於常例之外增給奠儀布絹一百匹，並歲給米二百石，以贍養朱範壑所遺之妃妾。